# Monacha microtricha
Monacha microtricha is een slakkensoort uit de familie van de Hygromiidae. De wetenschappelijke naam van de soort is voor het eerst geldig gepubliceerd in 1954 door S.H.F. Jaeckel.